# 帕洛马雷斯德尔坎波
帕洛马雷斯德尔坎波，是西班牙卡斯蒂利亚-拉曼恰昆卡省的一个市镇。总面积61平方公里，总人口954人（2001年），人口密度16人/平方公里。